# Munții Arakan
Arakan reprezintă o catenă montană localizată în SE Asiei, pe teritoriul statelor India (statele Assam, Nagaland, Mizoram) și Myanmar. Se prezintă ca o înșiruire de culmi paralele, ce au ca limită nordică statul indian Manipur, iar înspre sud se prelungesc până în dreptul capului Negrais. Spre est sunt mărginiți de zona joasă determinată de sistemul hidrografic al fluviului Irrawaddy. Dintre subunitățile sale se pot menționa: Dealurile Naga, Dealurile Chin și Munții Patkai.

## Geologie
S-au format ca urmare a presiunii tectonice exercitate de placa indiană asupra plăcii euroasiatice.

## Elemente de geografie fizică
Munții Arakan au o lungime de 950 km. Altitudinea maximă se înregistrează în Muntele Victoria (3.094 m). 
Datorită altitudinii, Arakan reprezintă o barieră naturală în calea musonilor, ceea ce determină un oare care deficit de umiditate în partea de vest. Sunt acoperiți de păduri tropicale umede care adăpostesc numeroase specii pintre care elefanți și broasca țestoasă de pădure Arakan, endemism amenințat cu dispariția.

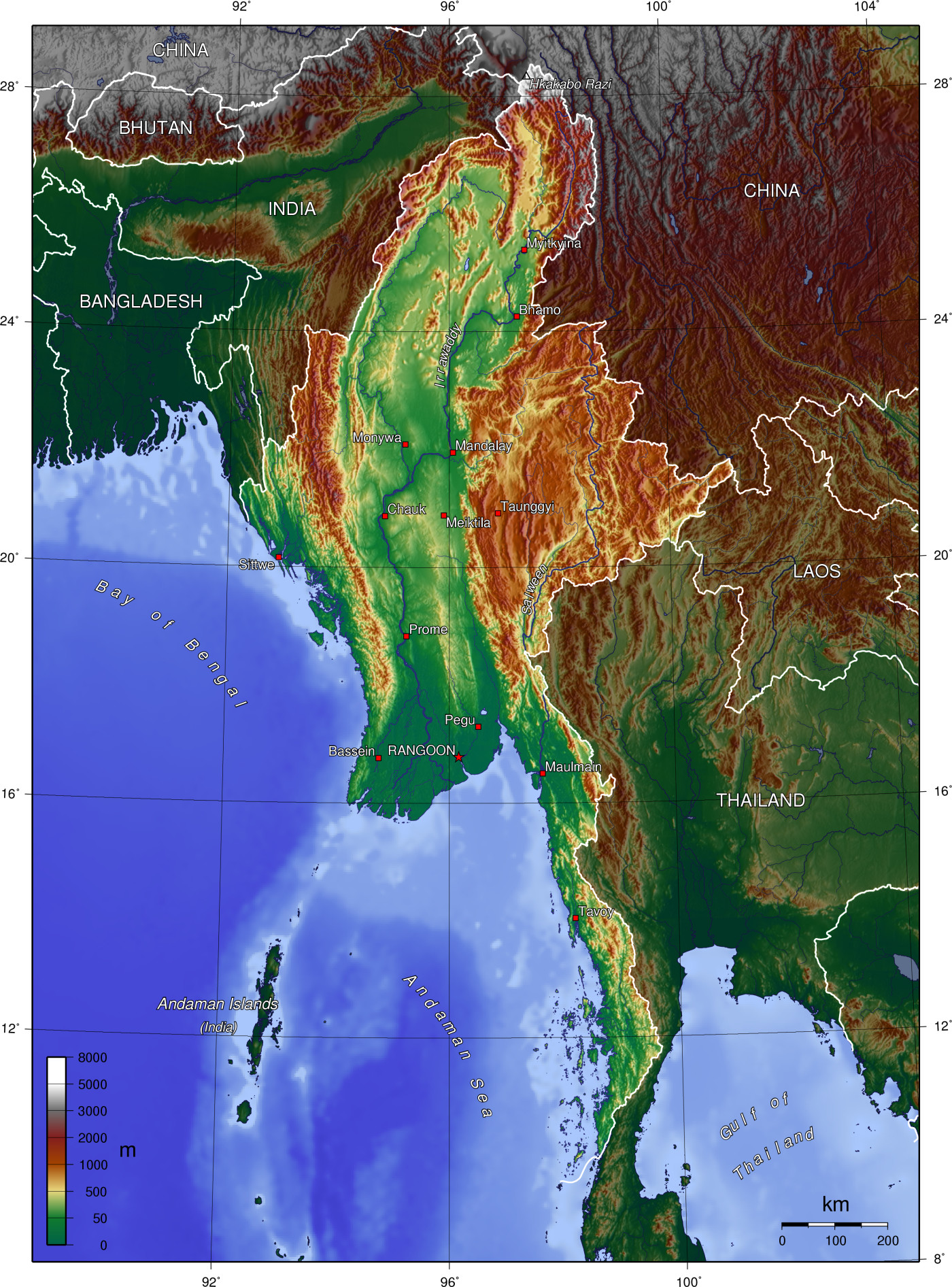
Harta fizică a Myanmarului, cu Munții Arakan în partea de vest

## Elemente de geografie umană și economică
În plan social, munții reprezintă și o barieră culturală între populațiile subcontinentului indian și cele din zona joasă a Myanmarului. În acest sens, Rahinii se deosebesc cultural și lingvistic de burmezi, ceea ce i-a determinat să se dezvolte ca și entitate politică separată. Centrele Mrauk U și Waithali, localizate pe coasta de vest a Myanmarului, au reprezentat nuclee de dezvoltare pentru civilizația Arakan. 
Șoselele Ngape - Minbu și Taungup - Pyay (pe valea Irrawaddy, utilizabilă în tot timpul anului) traversează munții.